# Harlequin (personaggio)
Harlequin è il nome di quattro personaggi della DC Comics, vestiti da clown.
La Harlequin originale fu una nemica della Lanterna Verde della Golden Age e successivamente divenne sua moglie. La seconda Harlequin debuttò originariamente come la Figlia del Joker e fu un membro dei Teen Titans. La terza Harlequin fu un membro della Injustice Unlimited e si batté contro la Infinity, Inc.. La quarta Harlequin comparve solo in poche occasioni ed è una nemica di Alan Scott.

## Biografia dei personaggi

### Molly Mayne
La Harlequin originale era Molly Mayne che comparve nelle storie della Golden Age al fianco di Lanterna Verde (Alan Scott).
Mayne ebbe una cotta per Alan e, indossando un costume colorato (che includeva un paio di occhiali da arlecchino, un cappello a punta e un mandolino), cominciò la carriera criminale per attirare la sua attenzione. I suoi crimini tendevano ad essere innocui e più che altro una serie di spettacoli, anche se i due si scontrarono numerose volte nel corso degli anni quaranta.
Per qualche tempo, Molly fece parte della Società dell'Ingiustizia finché non li abbandonò per aiutare la Justice Society of America. Aveva dei momenti di profondo altruismo, durante i quali univa le sue forze con quelle del suo nemico/interesse amoroso. Nonostante anche lui fosse attratto da Harlequin, Scott non volle avere una relazione sentimentale con lei e, infatti, lei lasciò perdere il suo scopo disperata. Molly fece un patto con il governo in cui lei sarebbe andata in missione per l'intelligence e, in cambio, avrebbe avuto l'amnistia per le azioni passate; e con il tempo, quindi, andò in pensione. In un'occasione, aiutò Lanterna Verde, Superman e Lois Lane a catturare uno dei nemici del suo amore, Sportmaster.
Dopo la morte della sua prima moglie Rose/Thorn, Alan Scott capì di aver amato Molly durante tutto questo tempo, e così si sposarono. Con il passare degli anni, i problemi per i due aumentarono: la Starheart (che dava a Scott i suoi poteri) aveva invertito il suo processo di invecchiamento, così che lui sembrava un giovane uomo, mentre Molly era invecchiata fino a raggiungere l'aspetto di una donna anziana. Disperata per come si erano messe le cose, Molly decise di vendere la sua anima al demone Neron in cambio del ritorno della sua giovinezza. Il corpo divenne quello di una bella donna nel fiore degli anni (che aveva il potere di creare gli incubi) ma la sua anima rimase nell'aldilà. Scott si fece strada fino all'Inferno e riuscì a riaverla indietro e, con l'aiuto della giovane Lanterna Verde Kyle Rayner, la restituì al corpo di Harlequin, re-invecchiandola ma facendo di lei un tutt'uno ancora una volta. Qualche tempo dopo, anche Alan Scott fu riportato alla sua vera età.
Oggi Alan e Molly sono felicemente sposati.

#### Poteri e abilità
Il suo primo utensile erano i suoi occhiali (successivamente spiegati come un regalo dei Manhunters ad uno dei loro agenti) che 1-Proiettavano dei realistici ologrammi in tre dimensioni; 2-Sparavano raffiche energetiche; 3-Negli anni recenti, permisero ad un Harlequin più matura di mantenere la forma atletica vitale della sua gioventù.
Il suo secondo oggetto era un mandolino con un manico estendibile che utilizzava come arma da difesa (soprattutto contro Lanterna Verde, a causa dell'inefficacia tipica del suo anello contro il legno).

### Duela Dent
Duela Dent è il secondo personaggio a utilizzare il nome di Harlequin. Originariamente comparendo come criminale, si fece notare come la Figlia del Joker, per poi affermare di essere la figlia del Joker, così come dell'Enigmista, dello Spaventapasseri e del Pinguino. Nella continuità pre-Crisi, rivelò successivamente che il suo vero padre era Due-Facce e presto si unì ai Teen Titans rinominandosi Harlequin.
La sua età fu riconnessa retroattivamente numerose volte durante il corso della sua storia. Quando venne presentata era poco più di un'adolescente, tuttavia nei fumetti successivi fu inserita con un aspetto molto più adulto. Recentemente, però, fu riportata ad un'età un po' più giovane.
Nella continuità corrente, Duela continuò a nominare numerosi criminali come suoi genitori. Alternando liberamente tra ruoli criminali ed eroici, Duela è considerata un ex membro deludente dei Teen Titans originali e successivamente divenne un membro della malvagia Titans East. Poi tradì i Titans East, quando le fu offerto un ruolo nella squadra corrente.
Poco dopo, Duela fu uccisa da un Monitor malvagio nel primo numero di Countdown, dopo il rapimento fallito di una celebrità. Si scoprì successivamente che era una nativa di Terra 3 e che era la figlia naturale di Jokester e Tre-Facce (Evelyn Dent), gli equivalenti buoni di Terra-3 di Joker e di Due-Facce.

### Marcie Cooper
Da giovane, Marcie Cooper fu reclutata dal Gran Maestro per unirsi ai Manhunter. Anche suo nonno, Dan Richards (alias Manhunter), la incoraggiò ad unirsi al gruppo in cui militò anche lui anni prima. I Manhunters le diedero un lavoro alla radio KGLX di Gotham City, al fianco di Molly Mayne-Scott, che era un ex agente chiamata Harlequin. Marcie cominciò ad uscire con Northwind e successivamente con Obsidian, entrambi membri della Infinity, Inc., infiltrandosi nel super gruppo dall'interno.
Quando i Manhunters cominciarono a colpire a terra, Marcie rubò i suoi occhiali da illusionista e assunse l'identità di Harlequin. Fallì nel tentativo di fare di Obsidian un membro dei Manhunters e tentò di uccidere suo nonno dopo che lui tradì i Manhunters. Dan Richards venne poi ucciso dal Manhunter Mark Shaw.
Con il solo scopo di distruggere la Infinity Inc., si unì alla Injustice Unlimited e pianificò l'assassinio di Skyman: accadde durante la notte di nozze di Hector Hall e Lyta Trevor; Harlequin si mascherò da Jade e utilizzò Solomon Grundy come pedone contro Skyman. Prese Grundy, convocò Dummie e portò il duo ad un incontro con Artemis, Icicle e Hazard. Discussero a proposito della distruzione degli Infinitors e lo misero in atto. Pat Dugan fu utilizzato come esca per portare gli eroi agli Stellar Studios ma la battaglia finì male per i criminali. Quando Solomom Grundy capì di essere stato manipolato da Harlequin, si gettò su di lei selvaggiamente. Dopo di ciò, venne consegnata nelle mani delle autorità (Infinity, Inc. n. da 51 a 53, 1988).
Harlequin non si fece più sentire da lì in poi (anche se Roy Thomas affermò che non fu uccisa).
Cooper ebbe un cameo nella sequenza del sogno di Alan Scott in Underworld Unleashed: Abyss - Hell's Sentinel n. 1.
Alcuni lettori specularono che lei sarebbe potuta essere la misteriosa Harlequin presentata in Green Lantern Quarterly. Questa nuova Harlequin fu inserita nel fumetto al fianco di Golden Glider in "Underworld Unleashed" n. 1 che qualcuno male interpretò come la stessa Cooper. Un'altra speculazione vuole che Marcie Cooper sia la stessa Marcy da Batgirl Special n. 1 e Secret Origins n. 20. Si tentò di accettare quest'ultima idea in Millennium Index n. 1 (1987).

#### Poteri e abilità
Harlequin indossa degli occhiali speciali che le permettono di ipnotizzare le persone e di creare illusioni realistiche nelle menti di coloro che la circondano. Può proiettare delle immagini anche nella televisione. Anche lei porta con sé un mandolino con un manico estendibile che può essere utilizzato come arma.
Un'assassina psicopatica, non ha paura di fare ciò che serve per liberarsi dei suoi avversari.

### Sconosciuta
Una nuova misteriosa Harlequin debuttò nei n. 5 e 6 di Green Lantern Corps Quarterly e si batté contro Alan Scott.
Da bambina, scoprì di avere il potere di creare le illusioni. Imparò tutto ciò che poté scoprire su Lanterna Verde, Alan Scott, e di come la prima Harlequin divenne sua moglie. Capì quindi che il suo destino era quello di essere la nuova Harlequin e di diventare la nuova compagna di Lanterna Verde.
Creò le illusioni di Solomon Grundy e di Icicle con cui far battere Alan Scott e quindi si rivelò a lui. Durante questo incontro, Scott riottenne la sua giovinezza. Anche se inizialmente lui pensò che si trattasse ancora di un'illusione, scoprì che la coscienza originale della Starheart era stata risvegliata e che M'La era stata torturato e ucciso.
Durante la battaglia con Scott, attaccò anche sua moglie, Molly Mayne-Scott (la prima Harlequin). Creò delle visioni di una immagine decrepita di Molly, mentre la vera Molly riempiva la testa di Alan con visioni di loro due insieme (nello spazio, come barbari, come detective e addirittura come guerrieri medievali). Scott riuscì a liberarsi quando scatenò contro di lei la sua rabbia latente, mostrando una visione in cui lui regnava sull'Inferno e lei era una schiava. La Sconosciuta fermò la battaglia e fuggì gridando che Alan aveva rovinato tutto, istantaneamente scomparve in aria.
Ritornò e comparve nella sequenza dei sogni di Alan in Underworld Unleashed: Abyss - Hell's Sentinel n. 1. Apparve anche all'Inferno al fianco di altri criminali mentre invocavano Neron in Underworld Unleashed n. 1.
Durante Underworld Unleashed, un personaggio di nome Fay Mofitt divenne la nuova Spellbinder che aveva una forte somiglianza (sia fisica che in termini di poteri) alla misteriosa Harlequin. Anche se molto simili, sembrarono essere due personaggi completamente distinti.

#### Poteri e abilità
Possiede dei poteri illusori simili a quelli dei suoi predecessori. Tuttavia, le sue illusioni sono molto più intense e potenti delle illusioni create da Molly Mayne e Marcie Cooper. Quando crea le illusioni, se la vittima ha un attimo di esitazione o di dubbio nella sua mente, sente il dolore che l'illusione sta infliggendo.

## Altre versioni

### Infinity, Inc. - Harlequin maschio omosessuale
Nello schizzo originale per la serie della Infinity, Inc., i creatori Roy Thomas e Jerry Ordway pianificarono di utilizzare un giovane ragazzo gay come nuovo Harlequin.
In un'intervista con Alter Ego, Ordway spiegò: "Si vede Northwind--ma al suo fianco c'è un nuovo Harlequin, maschio, che le note di Jerry suggerirono che poteva essere "il primo personaggio gay dei fumetti. O possiamo solo presumerlo". Non una cattiva idea, e forse avremmo dovuto crearlo in quel modo; ma stavamo già per avere due eroi della Infinity, Inc. derivanti da Lanterna Verde".

### Kingdom Come
Una nuova Figlia del Joker comparve nella mini-serie Kingdom Come e in The Kingdom: Offspring n. 1. Fu identificata sia come la Figlia del Joker II che come Harlequin III, nelle note della serie e secondo Alex Ross (sia Cooper e la Harlequin sconosciuta introdotta nel 1993 furono apparentemente trascurate per la preparazione di Kingdom Come). Il caso la volle come partecipante ad una rivolta e come "una che segue lo stile caotico del Joker". Non è correlata né a Duela Dent, né al Joker.
È stato affermato che la storia di Kingdom Come si ambienta sulla Terra-22 del Multiverso DC. Precedentemente, era chiamata Terra-96 nel Multiverso precedente.